# Réserve naturelle Ossian Sars
La réserve naturelle Ossian Sars (en norvégien : Ossian Sars naturreservat) est située dans la partie la plus intérieure du Kongsfjorden sur le Spitzberg à Svalbard, en Norvège. Elle a été créée le 26 septembre 2003 pour préserver la montagne Ossian Sarsfjellet et la végétation environnante, bien qu'elle ait été protégée en tant que zone de conservation des plantes en 1984 . La réserve naturelle couvre 12 km². La randonnée est autorisée, mais pas le camping.
La montagne et la réserve portent le nom du biologiste norvégien Georg Ossian Sars.